# Bengt Oxenstierna

Bengt Oxenstierna. Anselm van Hulle/Pieter de Jode II.

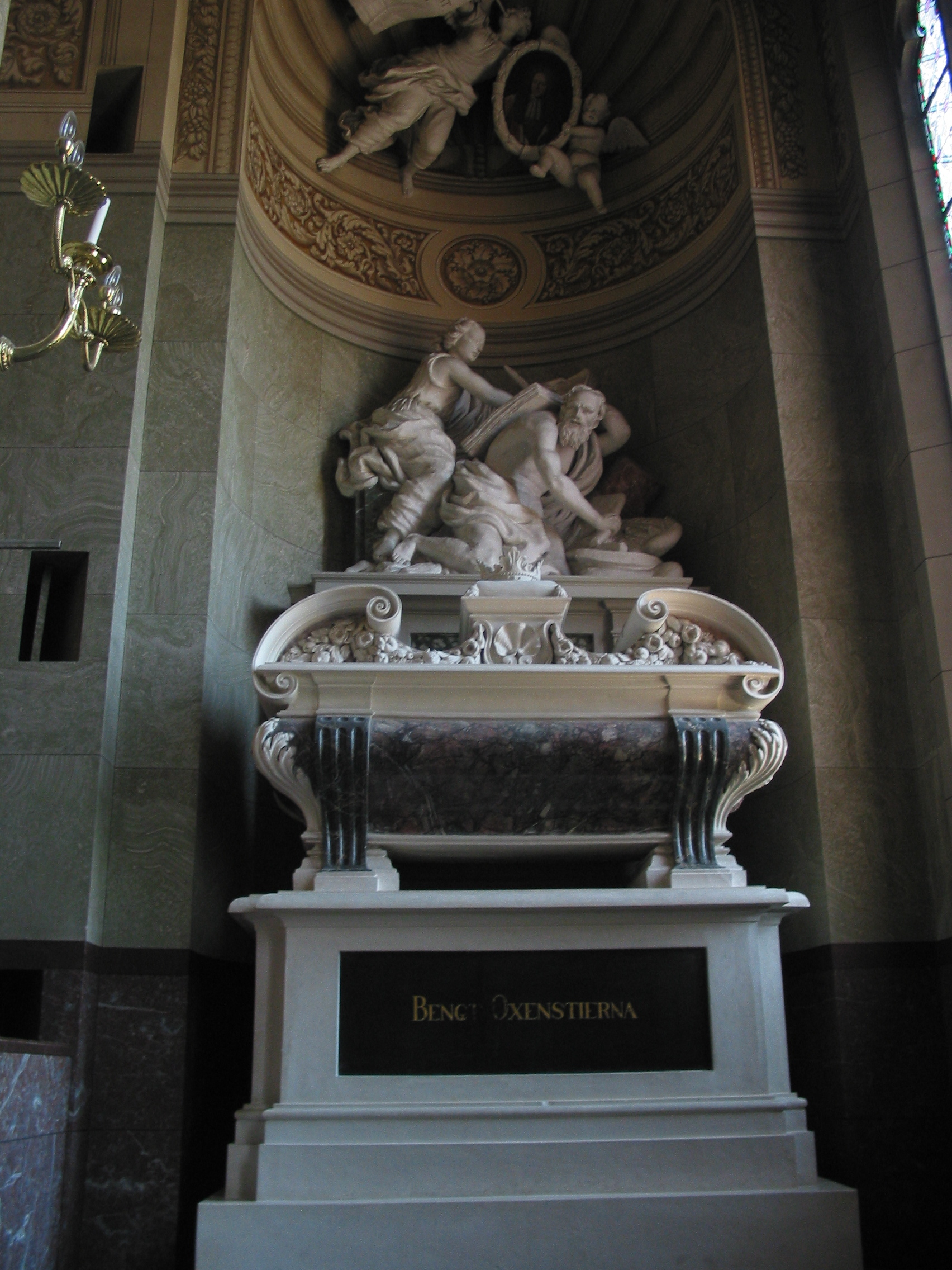
Bengt Oxenstiernas Sarkophag

Bengt Gabrielsson Oxenstierna (* 16. Juli 1623; † 12. Juli 1702) war ein schwedischer Politiker und Diplomat. Oxenstierna war der Sohn des Reichsadmirals Gabriel Bengtsson Oxenstierna, der wiederum ein Vetter des Reichskanzlers Axel Oxenstierna war.
Während seiner diplomatischen Karriere vertrat er Schweden in mehreren Ländern und setzte sich nach dem Dreißigjährigen Krieg für die  Sicherung der neugewonnenen Schwedischen Großmachtstellung ein. 1655 war er Generalgouverneur von Warschau; 1662 Generalgouverneur von Schwedisch-Livland. Von 1680 bis zu seinem Tod war er Kanzleipräsident in Stockholm.